# Zbigniew Marek Hass
Zbigniew Marek Hass (ur. 3 czerwca 1951 w Warszawie) – polski reżyser, aktor, doktor sztuki teatralnej, nauczyciel akademicki, członek Zielonych 2004.

## Życiorys
Absolwent Wydziału Reżyserii Państwowego Konserwatorium im. N. Rimskiego-Korsakowa w Petersburgu (1980), a wcześniej Studia Wokalno-Aktorskiego przy Teatrze Muzycznym w Gdyni (1974). Kierował Estradą Kameralną Filharmonii Narodowej w Warszawie (1982–1985), Studiem Wokalno-Aktorskim przy Teatrze Muzycznym w Gdyni (1981–1982). Był dyrektorem naczelnym i artystycznym Teatru im. Stefana Jaracza w Olsztynie (1990–2003). Twórca i dyrektor Policealnego Studium Aktorskiego przy Teatrze im. Stefana Jaracza w Olsztynie (1991–2003), wieloletni pedagog i nauczyciel akademicki (ostatnio UWM w Olsztynie). Ma na swoim koncie przeszło 50 realizacji sztuk, oper, operetek i musicali w Polsce i za granicą.
W 2009 kandydował do Parlamentu Europejskiego z listy Porozumienia dla Przyszłości.

## Filmografia (aktor)
- 2001: Raport
- 2001: Kameleon
- 2002: Psie serce − Władek, dyrektor banku (odc. 1)